# Hinterstoder
Hinterstoder je obec v hornorakouském okrese Kirchdorf v oblasti Traunviertel.
K 1. lednu 2016 zde žilo 926 obyvatel.

## Geografie a dopravní dostupnost
Obec leží na horním toku řeky Steyr, která pramení v jejím katastru. Údolí Steyeru odděluje horské skupiny Warscheneck na východě a Großer Priel na západě v pohoří Totes Gebirge. Řeka pokračuje severním směrem kolem západního okraje vápencových Alp (Kalkalpen).
Silniční spojení z obce vede pouze směrem na sever (Klaus an der Pyhrnbahn, Kirchdorf an der Krems) a na východ (Vorderstoder, Windischgarsten, Pyhrnpass).
V roce 1906 byla dostavěna železniční trať (Pyhrnbahn) spojující Linec a Selzthal (dále na Graz) a cca 11 km severně od obce vznikla železniční stanice. Trať je v provozu dodnes jak pro osobní a regionální expresní tak i pro nákladní vlaky. Místní autobusová linka spojuje nádraží s centrem obce, okolními osadami a městečkem Windischgarsten. Významnou dopravní trasou současnosti je dálnice A9, vedená v téměř totožné trase. Nájezd St. Pankraz/Hinterstoder je vzdálený od obce asi 10 km severně.

## Zajímavosti, sport a turistika
V centru obce stojí kostel Povýšení sv. Kříže, pozdně barokní z roku 1787. Výstavní síň Alpineum přibližuje svět hor a život v nich, obec má také letní koupaliště. Hospodářsky významným je turistický ruch zimní i letní.
Severně od centra tvoří řeka Steyr vodopád (Stromboding Wasserfall) a údolím vede turistická značka až k přehradě Klaus (Klauser Stausee).
Jižně se zdvihají lyžařské terény Hösskogel. Rozvoji zimní rekreace napomohla v roce 1959 sedačková lanovka. První lyžařské závody se v Hinterstoderu konaly v roce 1912, první závod světového poháru v roce 1986. Nová trať a lyžařské centrum byly otevřeny v roce 2006. V současnosti vede na náhorní plošinu Hutterer Böden (cca 1400 m n. m.) mýtná silnice nebo kabinková lanovka, dále pokračuje do 1800-1990 m čtrnáct vleků a sedačkových lanovek. Středisko má cca 40 km sjezdovek včetně tratě pro superobří slalom (Super-G) a dvě zásobní jezera pro zasněžovací systém. Od Vánoc do Velikonoc spojuje významnější hotely a dolní stanici lanovky skibus.